# Porto Rico nos Jogos Olímpicos de Inverno de 1998
Porto Rico competiu nos Jogos Olímpicos de Inverno de 1998, realizados em Nagano, Japão.